# Монако еПри
Монако еПри е кръг от шампионата за болиди с електрическо задвижване Формула Е под егидата на ФИА. Провежда се през година от дебютния сезон 2014/15 на надпреварата на временната писта Монте Карло на улиците на Монако.

## История
Монако еПри се провежда в нечетните години, тъй като се редува с Историческото Гран При на Монако, провеждащо се в четни години

## Писта
Надпреварата се състои на съкратен вариант на пистата за Формула 1. Вместо след първия завой да се продължи с изкачването към казиното, машрутът на тази конфигурация води успоредно на пристанището, където след обратния трети завой трасето отново става идентично с това за Формула 1. По този начин освен изкачването и казиното, в съкратения вариант не влизат и завоят Фибата и тунелът. С дължина от 1,76 км това е най-късата писта от календара на Формула Е. Има 12 завоя.

## Победители
| Година | Победител       | Отбор           | Време (Об.)    | Най-бърза обиколка | Пол позиция     | Дата   | Доклад |
| ------ | --------------- | --------------- | -------------- | ------------------ | --------------- | ------ | ------ |
| 2015   | Себастиен Буеми | е.дамс-Рено     | 48:05.225 (47) | Жан-Ерик Верн      | Себастиен Буеми | 9 май  | Доклад |
| 2017   | Себастиен Буеми | Рено е.дамс     | 51:05.488 (51) | Сам Бърд           | Себастиен Буеми | 13 май | Доклад |
| 2023   | Ник Касиди      | Върджин Рейсинг | 50:23.842 (51) | Джейк Денис        | Джейк Денис     | 6 май  | Доклад |

## Статистика

### Победи

#### Пилоти
| Победи | Пилот           | Постигнати |
| ------ | --------------- | ---------- |
| 2      | Себастиен Буеми | 2015, 2017 |

#### Отбори
| Победи | Отбор       | Постигнати |
| ------ | ----------- | ---------- |
| 2      | Рено е.дамс | 2015, 2017 |

#### Националност на пилотите
| Победи | Страна    | Постигнати | Пилоти |
| ------ | --------- | ---------- | ------ |
| 2      | Швейцария | 2015, 2017 | 1      |

### Пол позиции

#### Пилоти
| ПП | Пилот           | Постигнати |
| -- | --------------- | ---------- |
| 2  | Себастиен Буеми | 2015, 2017 |

#### Отбори
| ПП | Отбор       | Постигнати |
| -- | ----------- | ---------- |
| 2  | Рено е.дамс | 2015, 2017 |

#### Националност на пилотите
| ПП | Страна    | Постигнати | Пилоти |
| -- | --------- | ---------- | ------ |
| 2  | Швейцария | 2015, 2017 | 1      |

### Най-бърза обиколка

#### Пилоти
| НБО | Пилот         | Постигнати |
| --- | ------------- | ---------- |
| 1   | Жан-Ерик Верн | 2015       |
| 1   | Сам Бърд      | 2017       |

#### Отбори
| НБО | Отбор              | Постигнати |
| --- | ------------------ | ---------- |
| 1   | Андрети Аутоспорт  | 2015       |
| 1   | DS Върджин Рейсинг | 2017       |

#### Националност на пилотите
| НБО | Страна         | Постигнати | Пилоти |
| --- | -------------- | ---------- | ------ |
| 1   | Франция        | 2015       | 1      |
| 1   | Великобритания | 2017       | 1      |